# میشل لو دنما
میشل لو دنما (فرانسوی: Michel Le Denmat‎؛ زادهٔ ۱۱ سپتامبر ۱۹۵۰) دوچرخه‌سوار اهل فرانسه است.